# Brånatjärnarna, Lappland
Brånatjärnarna är en sjö i Storumans kommun i Lappland och ingår i Umeälvens huvudavrinningsområde.